# Guillermo Soto
Guillermo Tomás Soto Arredondo (Santiago del Cile, 19 gennaio 1994) è un calciatore cileno, difensore del Tigre in prestito dall'Universidad Católica.

## Carriera

### Club
Cresciuto nel settore giovanile dell'Universidad Católica, debutta in prima squadra il 18 maggio 2014, in occasione dell'incontro di Copa Chile vinto per 2-0 contro il Curicó Unido. Dopo solo tre presenze nella coppa nazionale, viene ceduto in prestito ai Rangers de Talca, militando per due stagioni nella seconda divisione locale. Nel 2017 viene acquistato a titolo definitivo dal Barnechea, sempre in seconda divisione. In vista della stagione 2018 si accasa al Palestino, facendo il suo esordio in Primera División il 10 febbraio 2018, prendendo parte all'incontro pareggiato per 2-2 contro l'Unión Española. Nel 2022 passa in prestito all'Huracán.

### Nazionale
Il 16 novembre 2022 ha esordito con la nazionale cilena, disputando l'amichevole persa per 1-0 contro la Polonia.

## Statistiche

### Presenze e reti nei club
Statistiche aggiornate al 20 luglio 2025.
| Stagione                    | Squadra                     | Campionato                  | Campionato | Campionato | Coppe nazionali | Coppe nazionali | Coppe nazionali | Coppe continentali | Coppe continentali | Coppe continentali | Altre coppe | Altre coppe | Altre coppe | Totale | Totale |
| Stagione                    | Squadra                     | Comp                        | Pres       | Reti       | Comp            | Pres            | Reti            | Comp               | Pres               | Reti               | Comp        | Pres        | Reti        | Pres   | Reti   |
| --------------------------- | --------------------------- | --------------------------- | ---------- | ---------- | --------------- | --------------- | --------------- | ------------------ | ------------------ | ------------------ | ----------- | ----------- | ----------- | ------ | ------ |
| 2014-2015                   | Universidad Católica        | PD                          | 0          | 0          | CC              | 3               | 0               | CS                 | 0                  | 0                  | -           | -           | -           | 3      | 0      |
| 2015-2016                   | Rangers de Talca            | 1B                          | 12         | 0          | CC              | 0               | 0               | -                  | -                  | -                  | -           | -           | -           | 12     | 0      |
| 2016-2017                   | Rangers de Talca            | 1B                          | 12         | 0          | CC              | 2               | 0               | -                  | -                  | -                  | -           | -           | -           | 14     | 0      |
| Totale Rangers de Talca     | Totale Rangers de Talca     | Totale Rangers de Talca     | 24         | 0          |                 | 2               | 0               |                    | -                  | -                  |             | -           | -           | 26     | 0      |
| 2017                        | Barnechea                   | 1B                          | 13         | 0          | CC              | 2               | 0               | -                  | -                  | -                  | -           | -           | -           | 15     | 0      |
| 2018                        | Palestino                   | PD                          | 24         | 0          | CC              | 10              | 0               | -                  | -                  | -                  | -           | -           | -           | 34     | 0      |
| 2019                        | Palestino                   | PD                          | 23         | 0          | CC              | 2               | 0               | CL+CS              | 9+1                | 1+0                | SC          | 1           | 0           | 36     | 1      |
| 2020                        | Palestino                   | PD                          | 21         | 0          | CC              | 0               | 0               | CL                 | 4                  | 0                  | -           | -           | -           | 25     | 0      |
| 2021                        | Palestino                   | PD                          | 19         | 0          | CC              | 1               | 0               | CL                 | 3                  | 0                  | -           | -           | -           | 23     | 0      |
| Totale Palestino            | Totale Palestino            | Totale Palestino            | 87         | 0          |                 | 13              | 0               |                    | 17                 | 1                  |             | 1           | 0           | 118    | 1      |
| 2022                        | Huracán                     | PD                          | 23         | 0          | CA+CdL          | 1+6             | 0               | -                  | -                  | -                  | -           | -           | -           | 30     | 0      |
| 2023                        | Huracán                     | PD                          | 20         | 0          | CA+CdL          | 2+1             | 0               | CL+CS              | 4+4                | 0                  | -           | -           | -           | 31     | 0      |
| Totale Huracán              | Totale Huracán              | Totale Huracán              | 43         | 0          |                 | 10              | 0               |                    | 8                  | 0                  |             | -           | -           | 61     | 0      |
| 2023-gen. 2024              | Baltika                     | PL                          | 9          | 0          | CR              | 4               | 0               | -                  | -                  | -                  | -           | -           | -           | 13     | 0      |
| 2024                        | Universidad Católica        | PD                          | 20         | 0          | CC              | 3               | 0               | CS                 | 1                  | 0                  | -           | -           | -           | 24     | 0      |
| 2025                        | Universidad Católica        | PD                          | 5          | 0          | CC              | 5               | 0               | CS                 | 0                  | 0                  | -           | -           | -           | 10     | 0      |
| Totale Universidad Católica | Totale Universidad Católica | Totale Universidad Católica | 25         | 0          |                 | 11              | 0               |                    | 1                  | 0                  |             | -           | -           | 37     | 0      |
| 2025                        | Tigre                       | PD                          | 0          | 0          | CA              | 0               | 0               | -                  | -                  | -                  | -           | -           | -           | 0      | 0      |
| Totale carriera             | Totale carriera             | Totale carriera             | 201        | 0          |                 | 42              | 0               |                    | 26                 | 1                  |             | 1           | 0           | 270    | 1      |

### Cronologia presenze e reti in nazionale
| Cronologia completa delle presenze e delle reti in nazionale ― Cile | Cronologia completa delle presenze e delle reti in nazionale ― Cile | Cronologia completa delle presenze e delle reti in nazionale ― Cile | Cronologia completa delle presenze e delle reti in nazionale ― Cile | Cronologia completa delle presenze e delle reti in nazionale ― Cile | Cronologia completa delle presenze e delle reti in nazionale ― Cile | Cronologia completa delle presenze e delle reti in nazionale ― Cile | Cronologia completa delle presenze e delle reti in nazionale ― Cile |
| Data                                                                | Città                                                               | In casa                                                             | Risultato                                                           | Ospiti                                                              | Competizione                                                        | Reti                                                                | Note                                                                |
| ------------------------------------------------------------------- | ------------------------------------------------------------------- | ------------------------------------------------------------------- | ------------------------------------------------------------------- | ------------------------------------------------------------------- | ------------------------------------------------------------------- | ------------------------------------------------------------------- | ------------------------------------------------------------------- |
| 16-11-2022                                                          | Varsavia                                                            | Polonia                                                             | 1 – 0                                                               | Cile                                                                | Amichevole                                                          | -                                                                   | 22’ 89’                                                             |
| 27-3-2023                                                           | Santiago del Cile                                                   | Cile                                                                | 3 – 2                                                               | Paraguay                                                            | Amichevole                                                          | -                                                                   | 72’                                                                 |
| 16-6-2023                                                           | Viña del Mar                                                        | Cile                                                                | 5 – 0                                                               | Rep. Dominicana                                                     | Amichevole                                                          | -                                                                   | 57’                                                                 |
| Totale                                                              |                                                                     | Presenze                                                            | 3                                                                   |                                                                     | Reti                                                                | 0                                                                   |                                                                     |

## Palmarès

### Club

#### Competizioni nazionali
- Copa Chile: 1

Palestino: 2018